# Pierantonio Tremolada
Mons. Pierantonio Tremolada (* 4. října 1956 Lissone) je italský římskokatolický duchovní a biskup Brescie.

## Život
Narodil se 4. října 1956 v Lissone.
Vstoupil do arcibiskupského kněžského semináře v Miláně. Po teologickém studiu byl 13. června 1981 kardinálem Carlem Maria Martinim vysvěcen na kněze. Následně odešel do Papežského lombardského semináře v Římě, kde se věnoval studiu biblistiky na Papežském biblickém institutu. Roku 1984 získal licenciát a později doktorát z biblistiky.
Od roku 1985 přednášel na Papežské teologické fakultě Severní Itálie a na Vyšším institutu náboženských věd. Roku 1997 se stal rektorem pro formaci trvalých jáhnů. Byl také spolupracovníkem ve formaci kléru a zodpovědný pracovník Istituto Sacerdotale Maria Immacolata. Dne 22. června 2012 byl jmenován biskupským vikářem pro evangelizaci a svátosti, prezidentem komise pro formaci institutů zodpovědných za pastoraci mládeže. Dne 10. srpna 2012 mi byl udělen titul Prelát Jeho Svatosti.
Dne 24. května 2014 jej papež František jmenoval pomocným biskupem milánské arcidiecéze a titulárním biskupem z Maxity. Biskupské svěcení přijal 28. června z rukou kardinála Angela Scoly a spolusvětiteli byli kardinál Dionigi Tettamanzi a biskup Mario Delpini. Dne 12. července 2017 byl převeden do úřadu biskupa Brescie.